# Superintendent
Titeln superintendent användes i Sverige och Danmark-Norge i de nya kyrkliga förvaltningsområden som upprättades eller ombildades efter reformationen och vars områden kallades (en) superintendentia eller superintendentur. Begreppet "stift" innebär att området leds av en biskop. Till funktionen superintendentur hörde emellertid en del av de uppgifter som normalt hör till biskopsämbetet. Ett skäl till att kungamakten ogillade termen biskop kan ha varit att biskoparna före reformationen innehade en betydande politisk makt. Dessutom ansågs termen superintendent av vissa lutheraner som mindre katolskt influerad än termen biskop.
Dessutom fanns förr, i de under Sverige lydande provinserna på andra sidan Östersjön under den svenska tiden, samma titel. Kyrkorna i Livland ställdes 1622 under en superintendent (från 1678 kallad generalsuperintendent), medan kyrkliga styresmän med samma benämning tillsattes i Ingermanland 1641 och på Ösel 1650. I Estland kallades stiftschefen endast en kortare tid (ca 1622–1638) superintendent. Riga och Reval hade egna stadssuperintendenter.
Det ökade antalet kyrkliga förvaltningsområden och det minskade inflytandet för ärkebiskopen, som inte längre vigde alla stiftschefer, innebar att kungen lättare kunde styra kyrkan. Gustav Vasas kyrkominister Georg Norman, som även själv titulerades superintendent eller superattendent, ville egentligen gå ännu längre genom att ersätta biskoparna med så kallade ordinarier. Dessa skulle bli betydligt fler än biskoparna, men den reformen kom aldrig att genomföras.
I vissa protestantiska länder används fortfarande titeln superintendent, till exempel i några av de tyska landskyrkorna.

## Fältsuperintendent
Ämbetet avsåg de superintendenter som medföljde de stridande förbanden och där övervakade fältprästernas arbete. En fältsuperintendent hade således inte något eget stift.

## Stift med superintendenter
- Kalmar stift (1603–1678)
- Göteborgs stift (1620–1665)
- Visby stift (1645–1772)
- Mariestads superintendentia (senare Karlstad) (1583–1647),
- Karlstads stift (1647–1772)
- Härnösands stift (1647–1772).

Visby stift hade superintendenter redan från 1572, men tillhörde fram till 1645 Danmark.
Även Lunds stift hade under den danska tiden superintendenter (1537–1611).
- Lista över superintendenter i Ösels stift
- Lista över superintendenter i Narva och Ingermanlands stift
- Lista över superintendenter i Revals stift
- Lista över superintendenter i Dorpats stift